# Presidentvalet i Finland 2006
Presidentvalet 2006, konstitutionsenligt val av Finlands president som förrättades i januari 2006. 
Finlands president utses i direkt val. Om ingen kandidat får majoritet i valet, förrättas ett andra val mellan de två kandidater som erhållit flest röster. År 2006 hölls det första valet den 15 januari och ett andra val mellan Tarja Halonen och Sauli Niinistö hölls den 29 januari.
I båda valomgångarna har förhandsröstning varit möjlig. I den första omgången hölls förhandsröstning i Finland 4-5 januari samt 7 - 10 januari och i den andra omgången 18 - 24 januari. Finländska medborgare bosatta i utlandet kunde förhandsrösta i något av 84 länder 4 - 7 januari (första valomgången) och 18 - 21 januari (andra valomgången).

## Valresultat
| Kandidat       | Parti             | Röster    | %     |
| -------------- | ----------------- | --------- | ----- |
| Tarja Halonen  | SDP               | 1 396 161 | 46,31 |
| Sauli Niinistö | Samlingspartiet   | 725 213   | 24,06 |
| Matti Vanhanen | Centern           | 561 555   | 18,63 |
| Heidi Hautala  | Gröna förbundet   | 105 086   | 3,49  |
| Timo Soini     | Sannfinländarna   | 103 368   | 3,43  |
| Bjarne Kallis  | Kristdemokraterna | 61 457    | 2,04  |
| Henrik Lax     | SFP               | 48 639    | 1,61  |
| Arto Lahti     | Valmansförening   | 13 041    | 0,43  |

| Kandidat       | Parti           | Röster    | %    |
| -------------- | --------------- | --------- | ---- |
| Tarja Halonen  | SDP             | 1 630 833 | 51,8 |
| Sauli Niinistö | Samlingspartiet | 1 517 947 | 48,2 |

Eftersom ingen kandidat uppnådde egen majoritet i det första valet, kom det att bli ett andra val mellan de två kandidater som fick flest röster, Halonen (kandidatnummer 9) och Niinistö (kandidatnummer 3).
I den andra omgången vann Halonen på förhandsrösterna. Hon fick 785 689 förhandsröster, medan Niinistö fick 672 188. På själva valdagen fick Niinistö 845 759 röster och Halonen 845 144. 
Valdeltagandet var sammanlagt 74 procent av alla röstberättigade i den andra omgången, inberäknat utlandsboende röstberättigade . Bland de röstberättigade i Finland var valdeltagandet 77,1 procent.

## Valrörelsen
Valrörelsen kom inför den första valomgången att bland annat handla om huruvida Finland bör gå med i NATO. Mot sluttampen av valrörelsen visade det sig att alla kandidater från de tre största partierna (Halonen, Niinistö och Vanhanen) i större eller mindre utsträckning var öppna för ett finländskt medlemskap.
Av de sex kandidater som blev utslagna i valets första omgång uttalade fyra öppet sitt stöd för Niinistö inför den andra omgången: Matti Vanhanen, Bjarne Kallis, Henrik Lax och Arto Lahti. Vänsterförbundet hade redan före den första omgången uttalat sitt stöd för Halonen, och ställde därför inte upp någon egen kandidat i valet.
En opinionsundersökning gjord av Finska Gallup för tidningen Helsingin Sanomat den 26 januari visade att valet kunde bli jämnare än många väntat. I undersökningen stödde 51 procent Tarja Halonen och 49 procent Sauli Niinistö. I en undersökning gjord bara en vecka tidigare stödde 53 procent Halonen och 47 procent Niinistö.

## Kandidaterna
Varje parti som i det senaste riksdagsvalet vann riksdagsmandat har rätt att nominera en kandidat. En kandidat kan också nomineras av en valmansförening. Följande kandidater var nominerade när tidsfristen för nomineringar gick till ända i mitten av december 2005:
- Bjarne Kallis (Kd), kandidatnummer 2
- Sauli Niinistö (Saml.), kandidatnummer 3
- Timo Soini (Sannfinländarna), kandidatnummer 4
- Heidi Hautala (Gröna förbundet), kandidatnummer 5
- Henrik Lax (Sfp), kandidatnummer 6
- Matti Vanhanen (Centern), kandidatnummer 7 (dåvarande statsminister)
- Arto Lahti (valmansförening), kandidatnummer 8
- Tarja Halonen (SDP), kandidatnummer 9 (sittande president)

Vänsterförbundet nominerade ingen egen kandidat utan meddelade att de stödjer president Halonens återval. Hon var dock inte formellt partiets kandidat.